# Rhabarber Rhabarber
Rhabarber Rhabarber ist ein niederländisches TV-Filmdrama mit Thor Braun und Nina Wyss in den Hauptrollen. Das Drehbuch schrieb Maarten Lebens und die Regie führte Mark de Cloe. Die Filmpremiere war am 16. Februar 2014 in den Niederlanden. Im deutschsprachigen Raum war die TV-Premiere auf dem Sender KiKa am 7. Oktober 2016.

## Handlung
Siems Vater Rik hat zwei gescheiterte Ehen hinter sich, bevor er Tosca, die Mutter von Winnie, kennenlernt. Relativ schnell ziehen beide Familien zusammen und der Wunsch nach einer Heirat entsteht. Während der Hochzeitsvorbereitungen bricht bei Rik und Tosca eine „Panik“ aus, die sich darin zeigt, dass Rik in die Alpen zum Wandern fahren möchte und Tosca nach Lesbos zu einer Freundin.
Da Siem und Winnie nicht möchten, dass sich Rik und Tosca trennen, suchen sie sich Rat. Dabei finden sie ein Buch mit dem Titel „10 Tipps für eine gute Beziehung“. Während sie das Buch lesen, kommen sie auf den Gedanken, diese Tipps in einen Film umzusetzen. Hierbei helfen ihnen die Geschwister aus den gescheiterten Ehen. Sie schaffen es gerade so, den Film Rik und Tosca mit einer E-Mail zukommen zu lassen, bevor diese nicht mehr erreichbar sind.
Nachdem Rik und Tosca  den Film gesehen haben, kehren sie um und heiraten.

## Produktion
Der Film wurde von der NL Film und der Nederlandse Christelijke Radio-Vereniging (NCRV) produziert. Für die Filmdistribution sind die Katholieke Radio Omroep und Studio Hamburg Enterprises verantwortlich.

## Synchronisation
Céline Fontanges von Studio Hamburg Synchron schrieb das Dialogbuch und führte die Dialogregie für die deutsche Synchronisation.
| Darsteller          | Deutscher Sprecher    | Rolle  |
| ------------------- | --------------------- | ------ |
| Guus Dam            | Manfred Liptow        | Bert   |
| Ilse Heus           | Kristina von Weltzien | Eva    |
| Myrthe Lub          | Linda Fölster         | Marith |
| Jolijt Lub          | Julia Fölster         | Mette  |
| Marcus Antonius     | Daniel Kirchberger    | Milko  |
| Korneel Evers       | Matthias Klimsa       | Rik    |
| Thor Braun          | Henry Pomrehn         | Siem   |
| Fockeline Ouwerkerk | Frauke Poolman        | Tosca  |
| Nina Wyss           | Elise Eikermann       | Winnie |

## Auszeichnungen
Bei den CineKids Film Award 2014 wurde der Film in der Rubrik Bester niederländischer Familienfilm ausgezeichnet. 2015 gewann der Film den International Emmy Award in der Rubrik Kids: TV Movie/Mini-Series.